# Теллурид индия(III)
Теллурид индия(III) — бинарное неорганическое соединение
индия и теллура с формулой In2Te3,
чёрные кристаллы.

## Получение
- Сплавление стехиометрических количеств чистых веществ в вакууме:

{\displaystyle {\mathsf {2In+3Te\ {\xrightarrow {667^{o}C}}\ In_{2}Te_{3}}}}

## Физические свойства
Теллурид индия(III) образует хрупкие чёрные кристаллы с дефектной структурой
кубической сингонии,
пространственная группа F 43m,
параметры ячейки a = 1,840 нм.
Из-за большой концентрации дефектов кристаллической решетки, в зависимости от способа получения кристаллов, 
параметры ячейки меняются в большом интервале a = 1,614÷1,850 нм.
При температуре 615°С происходит фазовый переход в тетрагональную сингонию с плотностью 5,79 г/см³.